# L'uomo delle nevi
One must have a mind of winter

To regard the frost and the boughs

Of the pine-trees crusted with snow;

And have been cold a long time

To behold the junipers shagged with ice,

The spruces rough in the distant glitter

Of the January sun; and not to think

Of any misery in the sound of the wind,

In the sound of a few leaves,

Which is the sound of the land

Full of the same wind

That is blowing in the same bare place

For the listener, who listens in the snow,

And, nothing himself, beholds

Nothing that is not there and the nothing that is.
"The Snow Man " è una poesia tratta dal primo libro di poesie di Wallace Stevens, Harmonium, pubblicato nel numero di ottobre del1921 della rivista Poetry .

## Panoramica
A volte classificato come una delle "poesie epistemologiche" di Stevens, può essere letto come un'espressione dello scetticismo naturalistico che ha assorbito dal suo amico e mentore George Santayana. È in dubbio che si possa sapere qualcosa sul sé sostanziale (Santayana era un epifenomenalista) o sulle sostanze del mondo al di fuori delle prospettive che l'immaginazione umana offre al "nulla che è" (nothing that is) quando percepisce "ginepri ricoperti di ghiaccio" (pine-trees crusted with snow), ecc.
C'è qualcosa di invernale in questa intuizione, che Stevens cattura in The Necessary Angel scrivendo: "Il mondo intorno a noi sarebbe desolato se non fosse per il mondo dentro di noi". 
La poesia è un'espressione del prospettivismo di Stevens, che porta da una descrizione relativamente oggettiva di una scena invernale a una risposta emotiva relativamente soggettiva (thinking of misery in the sound of the wind), all'idea finale che l'ascoltatore e il mondo stesso sono "niente" al di fuori di queste prospettive.
Stevens fa guardare il mondo all'inverno da un punto di vista diverso. Quando si pensa all’inverno, si potrebbe pensare a un forte temporale. Si potrebbe anche pensare che la neve e il ghiaccio siano un fastidio. Stevens vuole che le persone vedano il punto di vista opposto. Vuole che il mondo guardi all’inverno con un senso di ottimismo e bellezza. Crea una differenza tra immaginazione e realtà.
Vedi "Gubbinal" e "Nuances of a Theme by Williams" per eventuali paragoni.
B.J. Leggett interpreta il prospettivismo di Stevens come un impegno al principio secondo cui "invece dei fatti abbiamo prospettive, nessuna privilegiata sulle altre in quanto più vera o più quasi in accordo con le cose così come sono, anche se non per questo motivo tutte uguali". Questo principio che “sottostà al pensiero nietzscheano” è centrale nella lettura di Leggett. Si può notare come l'osservazione di Stevens nel passaggio sopra citato di The Necessary Angel non è conforme a quel principio, implicando una condizione del "mondo intorno a noi" (the world about us) che è distinta dalle prospettive che gli portiamo. 

## Appunti
1. ↑  Stevens, p. 169.
2. ↑  Leggett, p. 6.
3. ↑  Stevens. H., p. 432: "The incessant job is to get into focus, not out of focus. Nietzsche is as perfect a means of getting out of focus as a little bit too much to drink." (Letter from Wallace Stevens to Henry Church, December 8, 1942)

La raccolta di poesie di Wallace Stevens, New York: Vintage Books, 1954.

## Riferimenti
- Serio, Giovanni. "Introduzione". 2007: Cambridge Compagno di Wallace Stevens.
- Stevens. H. Lettere di Wallace Stevens. 1966: Università della California Press.
- Leggett, BJ Early Stevens: L'intertesto nietzscheano . 1992: Duke University Press.
- Stevens, Wallace. L'angelo necessario: saggi sulla realtà e l'immaginazione . 1942: Vendemmia.